# Флаг провинции Мендоса

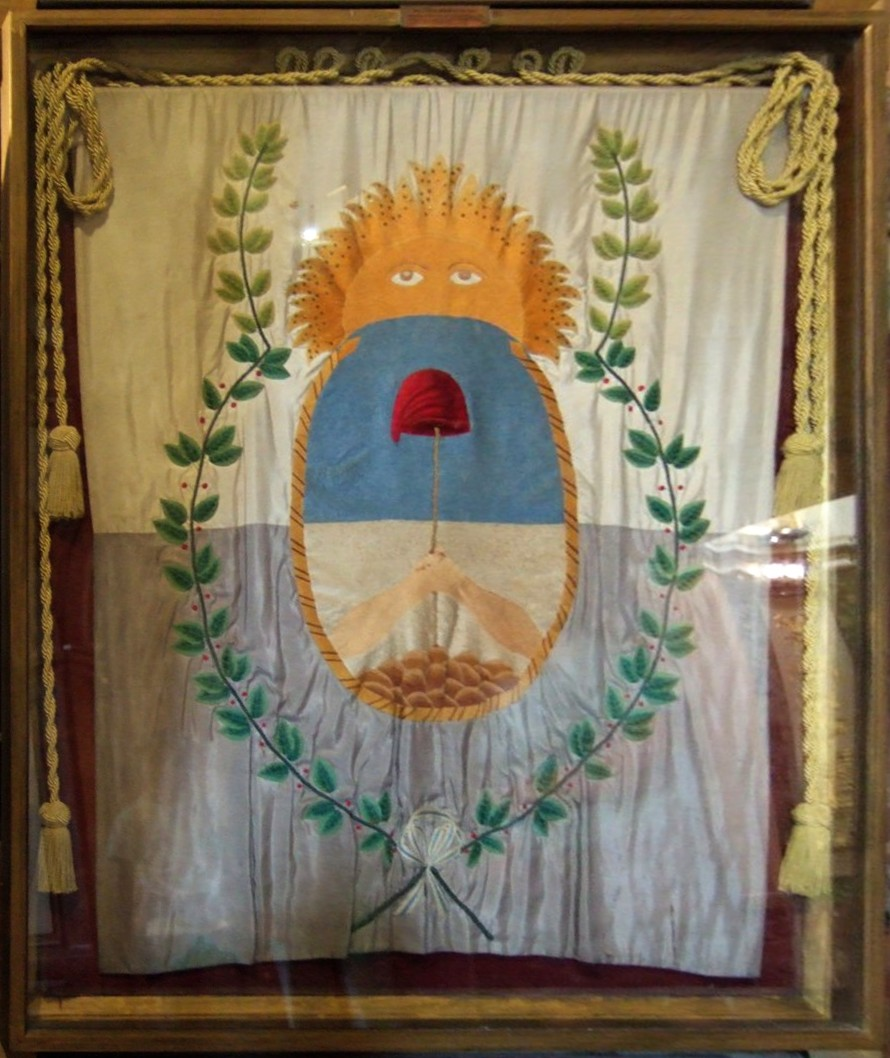
Реплика флага Андской армии

Флаг провинции Мендоса (исп. La bandera de la provincia de Mendoza) — официальный флаг провинции Мендоса (Аргентинская Республика), принятый 21 октября 1992 года региональным законом № 5930. Флаг представляет собой точную копию флага Андской армии Хосе де Сан-Мартина, который участвовал в войне за независимость испанский колоний в Америке: Аргентины, Чили и Перу. Ратификация флага была утверждена 6 ноября 1992 года губернатором провинции Родольфо Габриэли.

## Параметры флага
Согласно закону, ширина флага составляет 1220 мм, высота — 1440 мм. Соотношение сторон — 72:61 или 1440:1220. Флаг состоит из двух равновеликих полос — верхней белой и нижней голубой. В центре изображён овальный итальянский щит, разделённый на две части: верхнюю лазоревую (голубую) и нижнюю серебряную (белую). Над щитом изображено солнце с 32 лучами, взятое с флага Аргентины, слева и справа от солнца и щита — лавровые ветви. На левой большой ветви изображено 38 листьев, на правой большой — 40 листьев, на верхних ветвях по 19 листьев. На самом щите изображены две пожимающие друг друга руки, держащие посох с красной шапкой: посох стоит на вершине пирамиды из восьми плодов.

## Схожие флаги
Гербовой щит на флаге схож с гербами провинций Мендоса и Хухуй, отличаясь наличием неких дополнительных элементов на гербах и формой гербовых щитов. Флаг провинции Хухуй отличается от флага провинции Мендоса лишь тем, что тот же самый герб изображён на белом поле.